# Offerten-Zeitung für die katholische Geistlichkeit
Die Offerten-Zeitung für die katholische Geistlichkeit und engagierte Gläubige war eine bis 1993 existierende Werbezeitschrift (Offertenblatt) des Verlags Josef Kral in Abensberg, die immer mehrere Beilagen enthielt. Wegen der Beilagen, eine davon auf akademischem Niveau, wurde die Offerten-Zeitung in vielen Universitätsbibliotheken für den Bereich Theologie geführt.

## Geschichte
Ursprünglich hieß die 1952 gegründete Zeitung „Offerten-Zeitung für kirchlichen, persönlichen und literarischen Bedarf der kath. Geistlichen, Klöster, Vereine und Anstalten“. Später erfolgte die Umbenennung in „Offerten-Zeitung für die katholische Geistlichkeit Deutschlands, Klöster, Krankenhäuser, Anstalten und Vereine“. 1992 wurde die letzte Umbenennung in „Offerten-Zeitung für die katholische Geistlichkeit und engagierte Gläubige“ vorgenommen.
Die Offerten-Zeitung wurde kostenlos an alle Pfarrämter Deutschlands sowie die Priester der Kategorialseelsorge (Schule, Militär, Polizei, Gefängnisse usw.) und Klöster versandt.
Die monatlich erscheinende Zeitung bestand aus einem Mantel, der Werbung des Kral-Verlags und anderer Anbieter religiöser Artikel wie Devotionalien sowie Kirchenbedarf (Bänke, Lautsprechanlagen, Beleuchtung) enthielt. Im Innenteil waren mehrere Beilagen für den interessierten Leser.

## Beilagen
Im Innenteil der Offerten-Zeitung waren mehrere thematisch verschiedene Beilagen, die sich an Pfarrer und kirchliche Mitarbeiter richteten und für die jeweils eigene Schriftleiter redaktionell zuständig waren:
- Seit 1970 existierte Theologisches als Beilage, die von Wilhelm Schamoni begründet wurde und heute als eine selbständige Zeitschrift (ISSN: 1612-6165) herausgegeben wird.
- Von 1971 bis 1972 gab es die Beilage „Entscheidung“.
- Seit 1984 gab es „Mariologisches“ vom Internationalen Mariologischen Arbeitskreis Kevelaer (IMAK) als Beilage. Heute erscheint „Mariologisches“ als Beilage zur Tagespost.[1]
- Von 1970 bis 1992 erschien die Beilage „Werkraum der Volksliturgie und der Glaubensunterweisung“, die sich mit praktischen und pastoralen Fragen befasste und zuletzt von Pfr. Georg Woratsch (Gunzenhausen) verantwortet wurde. 1992 erfolgte die Umbenennung dieser Beilage in „Apostolisches“. Sie war neben „Theologisches“ die wichtigste Beilage und wurde später unter dem Titel „Kirche heute“ weitergeführt.
- Daneben enthielt die Offerten-Zeitung zeitweise auch die Beilagen „Römisches“ und „Josefstudien“. Letztere existiert noch heute, wird vom IMAK unregelmäßig als Beilage zur Tagespost herausgegeben.

## Kirche heute
Nachdem der Verlag Josef Kral von Albrecht von Brandenstein-Zeppelin übernommen wurde, kam es zu internen Auseinandersetzungen, in deren Folge die ehemalige Beilage Theologisches 1993 zum selbständigen Periodikum wurde. Danach wurden die anderen ehemaligen Beilagen einige Zeit als jeweils eine Rubrik der Offerten-Zeitung weitergeführt, bis schließlich das gesamte Heft in Kirche heute umbenannt wurde.
Kardinal Joseph  Ratzinger war als damalige Präfekt der Römischen Glaubenskongregation der Ansicht, dass „diese Stimme nicht verstummen“ dürfe. Er ermutigte die beiden Augsburger Diözesanpriester Erich Maria Fink und Thomas Maria Rimmel, die Verantwortung für die Zeitschrift zu übernehmen und das Apostolat auf der Basis einer von Spenden getragenen Organisation weiterzuführen; das begann mit 2005.

## Einzelbelege
1. ↑  siehe www.st-marien-kevelaer.de
2. ↑  Wir über uns, siehe www.kirche-heute.de
3. ↑  siehe Felizitas Küble: Eine Publikation auf scheinkonservativem Kurs. Abwegiges und Kurioses in Apostolisches, in: Theologisches 23 (12/1993), Sp. 483–489.
4. ↑  Vgl. z. B. OffertenZeitung für die katholische Geistlichkeit und engagierte Gläubige Nr. 5/Mai 1993 sowie Nr. 9/September 1993.
5. ↑  Ratzinger: „Geleitwort für KIRCHE heute“.; abgerufen am 29. Juli 2024.
6. ↑  Kirche heute: Wir über uns.; abgerufen am 29. Juli 2024.